# Politechnik Krzemieńczuk
Politechnik Krzemieńczuk (ukr. Міні-футбольний клуб «Політехнік» Кременчук, Mini-Futbolnyj Kłub "Politechnik" Kremenczuk) – ukraiński klub futsalu, mający siedzibę w mieście Krzemieńczuk. Od sezonu 1993/94 do połowy sezonu 2002/03 występował w futsalowej Wyższej Lidze Ukrainy.

## Historia
Chronologia nazw:
- 1993: KrAZ Krzemieńczuk (ukr. «КрАЗ» Кременчук)
- 2000: Politechnik Krzemieńczuk (ukr. «Політехнік» Кременчук)
- 2002: klub rozwiązano

Klub futsalowy KrAZ Krzemieńczuk został założony w Krzemieńczuku w 1993 roku i reprezentował miejscowy AwtoZawod (fabrykę samochodów). Klub zastąpił Syntez Krzemieńczuk, który został rozwiązany w 1992 roku. W sezonie 1993/94 klub debiutował w profesjonalnych rozgrywkach Wyższej Ligi, zajmując 11.miejsce. W 1995 był na 10.pozycji, w 1996 na piątej, a w 1997 został sklasyfikowany na 13.miejscu. W sezonie 1997/98 uzyskał 8.lokatę. W następnym sezonie awansował na 7.pozycję, a w 2000 znów był czwartym w ligowej tabeli. Sezon 2000/01 klub zakończył na 9.pozycji. W sezonie 2001/02 zajął piąte miejsce. Jednak po jesiennej rundzie sezonu 2002/03 klub z powodów finansowych zrezygnował z dalszych rozgrywek i wkrótce został rozwiązany.
Niektóre źródła przypisują klubowi nazwę Kremenczukmjaso, jednak to był inny klub, sponsorowany przez ubojnie mięsa i który w sezonie 2003/04 startował w Drugiej Lidze

## Barwy klubowe, strój
| Niebieski | Biały |

Zawodnicy klubu zazwyczaj grali swoje mecze domowe w niebieskich strojach.

## Sukcesy

### Trofea międzynarodowe
Nie uczestniczył w rozgrywkach europejskich (stan na 31-05-2019).

### Trofea krajowe
| \| \| Zdobyte trofea w rozgrywkach Ukrainy (stan na: 31-05-2019) \| |                                                            |      |                             |
| Rozgrywki                                                           | Osiągnięcie                                                | Razy | Sezon(y)                    |
| · Mistrzostwo                                                       | I miejsce                                                  | 0    |                             |
| · Mistrzostwo                                                       | II miejsce                                                 | 0    |                             |
| · Mistrzostwo                                                       | III miejsce                                                | 0    |                             |
| · Mistrzostwo                                                       | 5.miejsce                                                  | 3    | 1995/96, 1999/2000, 2001/02 |
| Puchar                                                              | zdobywca                                                   | 0    |                             |
| Puchar                                                              | finalista                                                  | 0    |                             |
| II liga                                                             | I miejsce                                                  | 0    |                             |
| II liga                                                             | II miejsce                                                 | 0    |                             |
| II liga                                                             | III miejsce                                                | 0    |                             |
| Ukraina                                                             | Zdobyte trofea w rozgrywkach Ukrainy (stan na: 31-05-2019) |      |                             |

## Piłkarze i trenerzy klubu

### Trenerzy
Serhij Szamanski (199?–2002)

## Struktura klubu

### Stadion
Klub rozgrywał swoje mecze domowe w Hali SK Politechnik w Krzemieńczuku. Pojemność: 500 miejsc siedzących.

### Sponsorzy
- "KrAZ"